# Dmytro Biloserow
Dmytro Olehowytsch Biloserow (ukrainisch Дмитро Олегович Білозеров, englische Transkription: Dmytro Bilozerov; * 11. Mai 1994) ist ein ukrainischer Billardspieler aus Mykolajiw, der in der Billardvariante Russisches Billard antritt.
Er wurde 2018 Weltmeister in der Disziplin Dynamische Pyramide. Zuvor hatte er 2016 den Kremlin Cup gewonnen und war 2017 WM-Dritter in der Kombinierten Pyramide geworden.

## Karriere

### 2007–2011: Anfänge und Erfolge in der Jugend
Erstmals international auf sich aufmerksam machte Biloserow im Alter von 13 Jahren, als er sich beim ukrainischen Unabhängigkeitspokal, dem dritten Stopp des Europacups 2007, bis ins Achtelfinale vorkämpfte, in dem er sich jedoch Kostjantyn Kulyk mit 2:4 geschlagen geben musste. 2009 belegte er bei einem Juniorenturnier in Rostow am Don als bester Ukrainer den dritten Platz.
Im März 2011 gewann Biloserow zum ersten Mal ein nationales Juniorenturnier. Wenige Tage später gewann er bei der Junioreneuropameisterschaft (Freie Pyramide) die Bronzemedaille, nachdem er im Halbfinale gegen Armen Gabrieljan verloren hatte. Im selben Jahr erreichte er bei der ukrainischen Meisterschaft der Herren das Viertelfinale und wurde bei den Junioren nach einer Finalniederlage gegen Wladyslaw Kossohow Vizemeister. Im September 2011 zog er bei der Juniorenweltmeisterschaft ins Halbfinale ein und unterlag dort dem Kasachen Älibek Omarow (2:5). Einen Monat später erreichte er in Kiew bei seiner ersten WM-Teilnahme bei den Herren das Sechzehntelfinale, in dem er mit 2:6 gegen den späteren Weltmeister Jaroslaw Wynokur verlor. Im November 2011 wurde er Dritter beim Jewgenija-Samodurowa-Pokal in Jekaterinburg und einen Monat später erreichte er beim Kremlin Cup das Achtelfinale, in dem er dem Russen Dmitri Bajew mit 2:4 unterlag. Kurz darauf gewann er das Finalturnier des Hoffnungspokals, einer ukrainischen Juniorenturnierserie, und gelangte beim Abschlussturnier des nationalen Pokals in der Erwachsenenklasse ins Halbfinale, in dem er gegen Kostjantyn Kulyk verlor.

### 2012–2015: Erste internationale Erfolge
Anfang 2012 nahm Biloserow erstmals an einem Weltcupturnier teil und erreichte die Runde der letzten 32. Nachdem er beim Robitex Cup das Viertelfinale erreicht hatte, verlor er bei der Junioren-EM das Finale gegen seinen Landsmann Kyrylo Ustytsch (2:6) und zog bei der Herren-EM ins Viertelfinale ein, in dem er mit 2:6 gegen Sergei Goryslawez verlor. Bei der ukrainischen Mannschaftsmeisterschaft 2012 belegte er gemeinsam mit Walerija Wassyljewa und Wladyslaw Kossohow den zweiten Platz. Im September 2012 erzielte er in Sudak seine erste Podestplatzierung im Weltcup. Er musste sich erst im Halbfinale dem Weißrussen Dsjanis Kolassau geschlagen geben (2:6). Wenige Wochen später kam er auch bei der nationalen Meisterschaft (Freie Pyramide) auf Rang 3. Bei der Freie-Pyramide-WM 2012 erreichte er das Viertelfinale, in dem er dem späteren Weltmeister Wladislaw Osminin mit 1:6 unterlag. Beim Kremlin Cup 2012 schied er im Halbfinale gegen Kanybek Sagynbajew aus und bei der Dynamische-Pyramide-WM unterlag er im Achtelfinale dem Finalisten Pawel Mechowow (2:5). Ende 2012 gelangte er beim Galaxy Cup ins Viertelfinale und gewann durch einen 5:1-Endspielsieg gegen Jewhen Talow das Finalturnier des ukrainischen Pokals.
Anfang 2013 wurde Biloserow im Finale gegen Artem Dazenko (6:4) erstmals ukrainischer Meister in der Kombinierten Pyramide. Wenig später nahm er zum ersten Mal an der Kombinierte-Pyramide-WM teil. Nach einem 6:0-Auftaktsieg gegen Kari Timosaari musste er sich in der zweiten Runde jedoch dem Titelverteidiger Alexander Tschepikow mit 3:6 geschlagen geben. Beim Stepanowa-Pokal 2013 verlor er im Endspiel gegen Pawlo Radionow. Im April gewann er in Jekaterinburg mit einem 6:4-Sieg gegen seinen Landsmann Artur Piwtschenko als erster Ukrainer den Robitex Cup. In der ukrainischen Vorausscheidung zur Dynamische-Pyramide-WM 2013 unterlag er Mykyta Wolyk und verpasste damit die Qualifikation. Bei der WM in der Freien Pyramide, seiner insgesamt fünften WM-Teilnahme, blieb er erstmals sieglos. Er verlor sein Erstrundenmatch knapp mit 6:7 gegen Vasif Məmmədov. Auch beim Kremlin Cup 2013 folgte ein frühes Ausscheiden. In der Runde der letzten 128 scheiterte er knapp am Russen Alexander Murawjow (3:4).
Im April 2014 erreichte Biloserow er bei den Prince Open in Moskau das Halbfinale verlor dieses gegen Jernar Tschimbajew (3:5). Im Juni gewann er in Sankt Petersburg durch einen 5:2-Finalsieg gegen Iwan Pawenko die Pogodin Open. Beim ukrainischen Auswahlturnier für die Europameisterschaft scheiterte er hingegen klar an Maksym Kolenko (0:6). Im Dezember 2014 erreichte er im Weltcup ein Achtelfinale. Bei der offenen Asienmeisterschaft 2015 gelangte er ins Viertelfinale. Wenig später verpasste er knapp die Dynamische-Pyramide-WM 2015. Im entscheidenden Qualifikationsspiel musste er sich dem Russen Juri Sujew mit 4:5 geschlagen geben.

### Seit 2016: Internationaler Durchbruch und Weltmeistertitel
Anfang 2016 nahm Biloserow zum ersten Mal seit über zwei Jahren wieder an der Endrunde einer Weltmeisterschaft teil. Bei der Kombinierte-Pyramide-WM schied er in der zweiten Runde gegen Maxim Pan aus. Wenig später gewann er im Endspiel gegen Sergei Goryslawez den Longoni Russia Cup. Bei der Mannschaftsweltmeisterschaft bildete er gemeinsam mit Oleksandr Bedewka das vierte ukrainische Team und schied in der Vorrunde aus. Im Oktober 2016 erreichte er bei einem Profiturnier in Kiew das Finale, das er gegen Wolodymyr Perkun verlor, und bei der Dynamische-Pyramide-WM in Bischkek das Achtelfinale, in dem er mit 4:7 gegen Jernar Tschimbajew ausschied. Wenig später gewann er durch einen 4:0-Finalsieg gegen den Kasachen Älibek Omarow den Kremlin Cup. Bei der WM in der Dynamischen Pyramide erreichte er das Achtelfinale und verlor mit 2:7 gegen Dsjanis Kolassau. Beim Finalturnier des Weltcups 2016 zog er ins Viertelfinale ein, in dem er sich Dmitri Schkoda mit 4:5 geschlagen geben musste.
Anfang 2017 zog er zum ersten Mal bei einer Weltmeisterschaft ins Halbfinale ein. Bei der WM in der Kombinierten Pyramide besiegte Biloserow unter anderem den früheren Weltmeister Jaroslaw Tarnowezkyj, bevor er in der Runde der letzten 4 mit 1:6 gegen Dastan Lepschakow ausschied. Im selben Jahr erreichte er nach 2013 zum zweiten Mal das Achtelfinale des Moskauer Bürgermeisterpokals sowie das Halbfinale beim Savvidi Cup in Rostow am Don und das Viertelfinale bei der ukrainischen Meisterschaft (Freie Pyramide). Bei der Mannschaftsweltmeisterschaft 2017 bildete er gemeinsam mit Artem Mojissejenko eines der beiden ukrainischen Teams, die ins Viertelfinale einzogen. Ende des Jahres schied er beim Weltcupfinale in der Runde der letzten 16 gegen Alexei Schoschin aus und gewann mit einem 6:1-Finalsieg gegen Dastan Lepschakow den Swojaka-Pokal.
In das Jahr 2018 startete Biloserow mit siebzehnten Plätzen beim Weltcupauftakt in Moskau und beim Bürgermeisterpokal in Kaliningrad. Im April 2018 kam er bei der Weltmeisterschaft in der Dynamischen Pyramide erstmals über das Achtelfinale hinaus. Nach Siegen gegen Ruslan Kuttschubajew (6:1), Pawel Kusmin (6:5), Ysatbek Ratbekow (6:1), Kanat Sydykow (6:2) und Älichan Qaranejew (6:1) zog er als insgesamt siebter Ukrainer in ein WM-Finale ein. Im Endspiel besiegte Dmytro Biloserow den Russen Iossif Abramow mit 7:5 und wurde damit erstmals Weltmeister. Er ist der fünfte ukrainische WM-Sieger im Russischen Billard und nach Jaroslaw Tarnowezkyj der zweite in der Dynamischen Pyramide.
Wenige Tage nach seinem WM-Erfolg gewann Biloserow in Moskau durch einen 6:5-Finalsieg gegen Serghei Krîjanovski den Moskauer Bürgermeisterpokal. Im Sommer 2018 erreichte er das Endspiel der Ajara Open, das er mit 3:7 gegen Iossif Abramow verlor und gelangte bei den Telavi Open ins Halbfinale, in dem er dem späteren Turniersieger Michail Zarjow unterlag. Beim Kremlin Cup 2018 schied er im Viertelfinale gegen den späteren Sieger Oleg Jerkulew aus. Im Oktober gewann er in Orenburg die Orenburg Open durch einen 6:1-Finalsieg gegen Anatoli Dmitrijew. Wenig später schied er hingegen beim Savvidi Cup 2018 bereits in der Runde der letzten 64 aus. Beim Finalturnier des Weltcup 2018 erreichte er das Viertelfinale und unterlag dem späteren Turniersieger Iossif Abramow. Ende des Jahres schied er bei der Freie-Pyramide-WM im Sechzehntelfinale gegen Batyr Geldyjew aus und erreichte beim Trestfom-Pokal das Halbfinale.
Nachdem er bei der ukrainischen Meisterschaft ins Viertelfinale gelangt war, schied Biloserow im Februar 2019 bei der Weltmeisterschaft in der Kombinierten Pyramide im Sechzehntelfinale gegen Maxim Swerew aus und das Weltcup-Auftaktturnier endete für ihn bereits in der Runde der letzten 64. Im Mai 2019 gelang Vorjahressieger Biloserow beim Bürgermeisterpokal in Moskau erneut der Einzug ins Endspiel, in dem er sich nun jedoch Michail Zarjow mit 2:7 geschlagen geben musste. Zwei Wochen später gelangte er beim zweiten Weltcupturnier erneut ins Finale und verlor diesmal gegen Iossif Abramow mit 4:5. Bei der Freie-Pyramide-WM schied er in der Runde der letzten 32 gegen Dastan Lepschakow aus. Bei den Chechen Open in Grosny musste Biloserow eine weitere Finalniederlage gegen Iossif Abramow (2:5) hinnehmen. Beim Kremlin Cup 2019 erreichte er das Achtelfinale. Im Oktober 2019 wurde er durch einen 7:4-Sieg im Endspiel gegen Mykyta Adamez erstmals ukrainischer Meister in der Freien Pyramide. Nachdem er beim Savvidi Cup 2019 die Runde der letzten 16 erreicht hatte, schied er beim Lemajew-Pokal bereits im Sechzehntelfinale und beim Trestfom-Pokal im Viertelfinale aus. Im Dezember 2019 zog Biloserow bei zwei Turnieren ins Endspiel ein. Nachdem er sich beim Minsk Cup dem Kirgisen Dastan Lepschakow mit 2:6 geschlagen geben musste, setzte er sich beim Admare Cup in Limassol gegen Semjon Saizew mit 6:0 durch.
2020 nahm Biloserow erstmals am Champions Cup teil und erreichte das Halbfinale, in dem er dem späteren Turniersieger Iossif Abramow unterlag. Am Jahresende gewann er durch einen 10:9-Endspielsieg gegen Andrij Kljestow das UBA-Superfinale.
Anfang 2021 zog Biloserow bei seiner ersten Teilnahme an der Turnierserie Legend Cup ins Finale ein und verlor mit 3:5 gegen den Russen Jelissei Anufrijew. Beim Pyramide-Weltpokal, dem Nachfolgeturnier des Champions Cup, schied er hingegen nach Niederlagen gegen Semjon Saizew und Serghei Krîjanovski sieglos aus. Während er unter anderem beim Corona-Blitzturnier im Achtelfinale ausschied, gewann er durch einen 60:52-Finalsieg gegen Semjon Saizew das Legend-Turnier. Im Mai 2021 kam Biloserow beim Moskauer Bürgermeisterpokal zum dritten Mal in Folge ins Endspiel und musste sich dem Moldauer Serghei Krîjanovski mit 4:6 geschlagen geben.

## Erfolge
| Ergebnis | Jahr    | Turnier                                | Finalgegner          | Endstand |
| -------- | ------- | -------------------------------------- | -------------------- | -------- |
| Finalist | 2011    | Lider Open                             | Jaroslaw Tarnowezkyj | 3:7      |
| Finalist | 2012    | Jugendeuropameisterschaft (Fr. Pyr.)   | Kyrylo Ustytsch      | 2:6      |
| Sieger   | 2012    | Ukrainischer Pokal (Komb. Pyr.)        | Jewhen Talow         | 5:1      |
| Sieger   | 2012/2  | Premjer-Liha Buffalo                   | Artem Mojissejenko   | 7:4      |
| Sieger   | 2013    | California Open                        | Serghei Krîjanovski  | 7:5      |
| Sieger   | 2013    | Ukrainische Meisterschaft (Komb. Pyr.) | Artem Dazenko        | 6:4      |
| Finalist | 2013    | Stepanowa-Pokal                        | Pawlo Radionow       | 4:5      |
| Sieger   | 2013    | Robitex Cup                            | Artur Piwtschenko    | 6:4      |
| Sieger   | 2014    | Pogodin Open                           | Iwan Pawenko         | 5:2      |
| Sieger   | 2016    | Longoni Russia Cup                     | Sergei Goryslawez    | 6:4      |
| Finalist | 2016    | Pari-Match Open                        | Wolodymyr Perkun     | 5:7      |
| Sieger   | 2016    | Kremlin Cup                            | Älibek Omarow        | 4:0      |
| Sieger   | 2017    | Swojaka-Pokal                          | Dastan Lepschakow    | 6:1      |
| Sieger   | 2018    | Weltmeisterschaft (Dyn. Pyr.)          | Iossif Abramow       | 7:5      |
| Sieger   | 2018    | Moskauer Bürgermeisterpokal            | Serghei Krîjanovski  | 6:5      |
| Finalist | 2018    | Ajara Open                             | Iossif Abramow       | 3:7      |
| Sieger   | 2018    | Orenburg Open                          | Anatoli Dmitrijew    | 6:1      |
| Finalist | 2019    | Moskauer Bürgermeisterpokal            | Michail Zarjow       | 2:7      |
| Finalist | 2019/2  | Kombinierte-Pyramide-Weltcup           | Iossif Abramow       | 4:5      |
| Finalist | 2019    | Chechen Open                           | Iossif Abramow       | 2:5      |
| Sieger   | 2019    | Ukrainische Meisterschaft (Fr. Pyr.)   | Mykyta Adamez        | 7:4      |
| Finalist | 2019    | Minsk Cup                              | Dastan Lepschakow    | 2:6      |
| Sieger   | 2019    | Admare Cup                             | Semjon Saizew        | 6:0      |
| Sieger   | 2020    | UBA-Superfinale                        | Andrij Kljestow      | 10:9     |
| Finalist | 2021/12 | Legend Cup                             | Jelissei Anufrijew   | 3:5      |
| Sieger   | 2021/1  | Legend-Turnier                         | Semjon Saizew        | 60:52    |
| Finalist | 2021    | Moskauer Bürgermeisterpokal            | Serghei Krîjanovski  | 4:6      |

## Teilnahmen an Weltmeisterschaften
| Disziplin            | 2011  | 2012 | 2013 | 2014 | 2015 | 2016 | 2017  | 2018  | 2019  | 2020  |
| -------------------- | ----- | ---- | ---- | ---- | ---- | ---- | ----- | ----- | ----- | ----- |
| Freie Pyramide       | L32   | V    | R    | –    | –    | A    | n. a. | L32   | L32   | n. a. |
| Dynamische Pyramide  | n. a. | A    | –    | –    | –    | A    | n. a. | S     | n. a. | n. a. |
| Kombinierte Pyramide | –     | –    | L32  | –    | –    | L64  | H     | n. a. | L32   | n. a. |
| Quelle:              |       |      |      |      |      |      |       |       |       |       |

| Legende | Legende                               |
| ------- | ------------------------------------- |
| S       | Sieger                                |
| F       | Finalist                              |
| HF / H  | Halbfinalist                          |
| VF / V  | Viertelfinalist                       |
| AF / A  | Achtelfinalist                        |
| LX      | Niederlage in der Runde der letzten X |
| R2      | Niederlage in Runde 2                 |
| R       | Vorrundenaus/Niederlage in Runde 1    |
| –       | nicht teilgenommen                    |
| n. a.   | nicht ausgetragen                     |